# Sandro Pertini: sei condanne due evasioni
Sandro Pertini: sei condanne due evasioni è un saggio a cura di Vico Faggi pubblicato nel 1970.
L'opera descrive, come riportato in copertina, "La storia segreta della repressione fascista scritta giorno per giorno dai persecutori".

## Storia editoriale
Il saggio è stato pubblicato da Mondadori e con prefazione di Giuseppe Saragat; rappresenta un contributo alla conoscenza della storia del periodo fascista, alternando alla descrizione dei documenti dell'epoca, come le sentenze dei tribunali e le "soffiate" anonime. Oltre a presentare la figura di Sandro Pertini, il libro tratteggia i ritratti di altri personaggi come Antonio Gramsci, Carlo Rosselli, Leone Ginzburg e Filippo Turati.

## Contenuti
Il saggio ripercorre la vita e le gesta di Sandro Pertini, della sua ferma come sottotenente di complemento durante la prima guerra mondiale, la sua professione di avvocato, la sua adesione al Partito Socialista di Filippo Turati nel 1918 e il suo primo arresto nel 1925 accusato della distribuzione di volantini contro il regime, all'indomani del Delitto Matteotti. Viene raccontata la sua seconda condanna nel 1926, la sua fuga in Francia e il suo ritorno in Italia nel 1929 per riorganizzare il Partito Socialista Italiano e progettare un attentato a Benito Mussolini. Arrestato sconta sette anni di reclusione e otto anni di confino. Tornato libero alla caduta del Regime fascista, è a capo dei gruppi di resistenza a Roma presso Porta San Paolo. Catturato dai tedeschi viene condannato a morte ma riesce a fuggire dal Carcere di Regina Coeli.
Tra le varie cronache, nel libro viene ricostruita la fuga di Pertini dal Carcere di Regina Coeli insieme a Giuseppe Saragat e ad altri cinque detenuti. Il gruppo riesce a fuggire grazie alla contraffazione di documenti che ne attestavano l'ordine di scarcerazione. L'operazione va a segno grazie alle macchinazioni di Giuliano Vassalli e  Massimo Severo Giannini, due ex ufficiali al Tribunale militare di Roma fino all'8 settembre 1943, i quali si erano appropriati di carte intestate e dei timbri di scarcerazione. Collabora un giovane avvocato che aveva libertà di movimento nel carcere, Filippo Lupis, e un tenente presso l'ufficio di polizia addetto al controllo documenti degli scarcerati, Maiorca. Alfredo Monaco, medico del carcere, mantiene i coordinamenti e sua moglie, Marcella Ficca Monaco, allestisce il nascondiglio dei fuggiaschi. L'operazione viene condotta sotto il comando di Giuseppe Gracceva. La fuga riesce e viene scoperta solo quattro giorni dopo, quando i tedeschi, ormai troppo tardi, apprendono dalle trasmissioni radio della BBC la notizia.
I saggio prosegue con la narrazione della carriera politica di Pertini e del suo mandato quale Presidente della Repubblica Italiana.

## Edizioni
- Vico Faggi (a cura di), Sandro Pertini: sei condanne due evasioni, 1ª ed., Milano, Mondadori, 1970.
- Vico Faggi (a cura di), Sandro Pertini: sei condanne e due evasioni, 1 riveduta, Milano, Mondadori, 1974.
- Vico Faggi (a cura di), Sandro Pertini: sei condanne due evasioni, collana Oscar Mondadori, n. 800, Milano, Mondadori, 1978.
- (SL) Vico Faggi (a cura di), Sandro Pertini. Ječe in pobegi, traduzione di Branko Vrčon, Lubiana, Državna založba Slovenije: Založništvo tržaškega tiska, 1981.
- (HBS) Vico Faggi (a cura di), Šest presuda dva bijega, traduzione di Nina Sokol, Biblioteka Vremeplov, Zagabria, August Cesarec, 1983.
- (DE) Vico Faggi (a cura di), Sechsmal verurteilt und nicht zerbrochen. Protokolle eines demokratischen Sozialisten, Europäische Zeit-Zeugen, n. 6, Friburgo in Brisgovia, Herder, 1987, ISBN 9783451084010.